# Seefeld-Kadolz
Seefeld-Kadolz est une commune autrichienne du district de Hollabrunn en Basse-Autriche.